# Harris (Vnější Hebridy)
Harris (gaelsky Hearadh) je jižnější část největšího ostrova Vnějších Hebrid, který se dohromady nazývá Lewis a Harris nebo Harris-Lewis. Z historických důvodů je samostatnou správní jednotkou.
Na Harrisu žijí necelé dva tisíce obyvatel (1916 lidí podle sčítání v roce 2001). 60 % obyvatelstva hovoří gaelsky. Ostrov je znám produkcí Harriského tvídu, i když ten se v současnosti vyrábí především na Lewisu.

## Geografie
Dva hluboké zálivy, East Loch Tarbert a West Loch Tarbert, dělí Harris přirozeně na dvě části spojené úzkou šíjí v místě hlavního sídla celého území – města Tarbert (550 obyvatel).
Skalní podloží Harrisu je starobylé, datované až do prekambria.
Řídce osídlený severní Harris, přiléhající k Lewisu, je hornatý, Clisham (799 m) je nejvyšší horou na Vnějších Hebridách. Jižní Harris je méně hornatý, s řadou písčitých pláží na západním pobřeží.

## Dostupnost

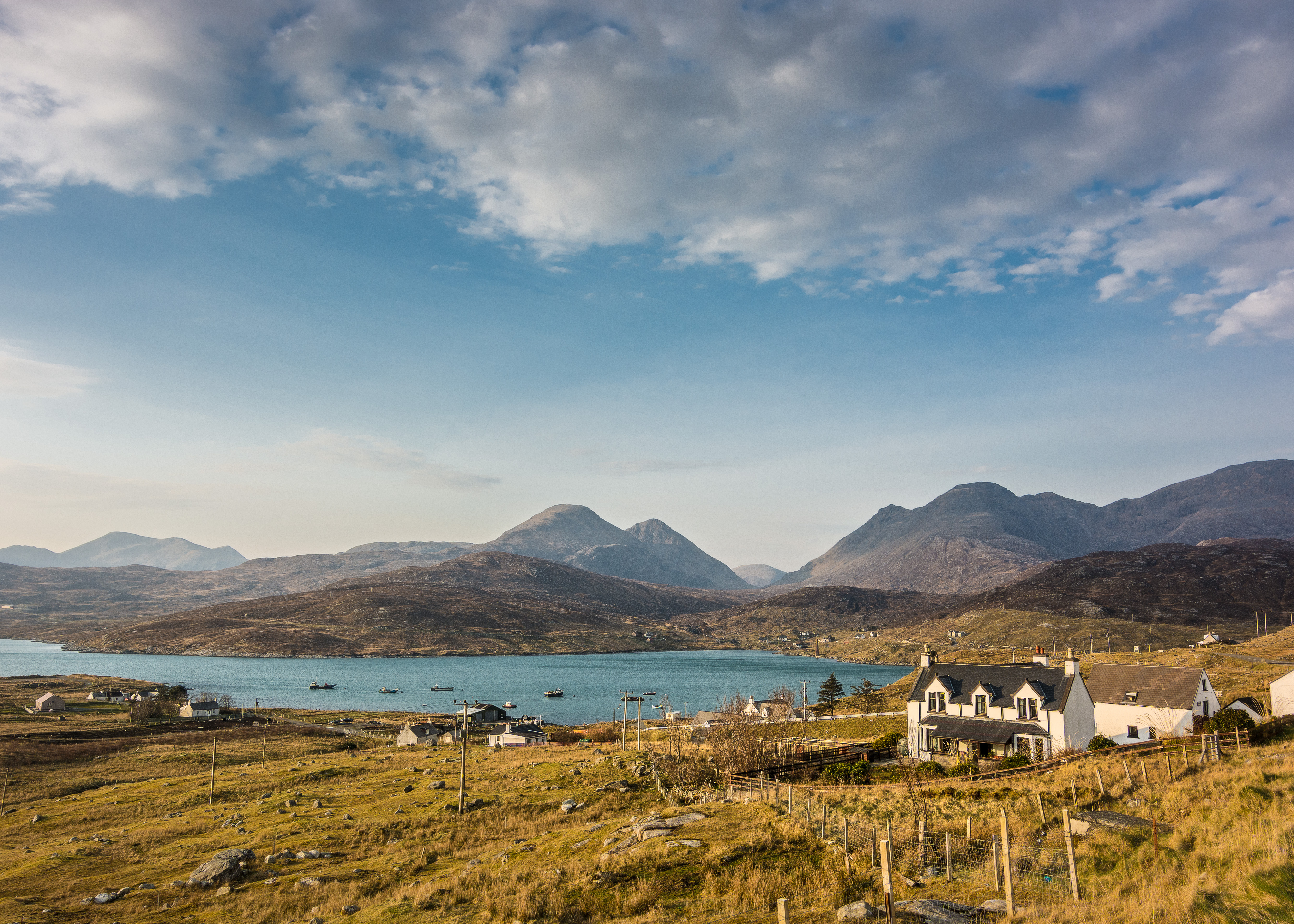
Ardhasaig a hora Clisham, Isle of Harris

Harris je dostupný po zemi ze severu, z Lewisu. Do hlavního střediska Tarbertu pravidelně připlouvá trajekt z Uigu na ostrově Skye ve Vnitřních Hebridách.  Přívoz také spojuje Leverburg na jižním pobřeží Harrisu s ostrovem Berneray (gaelsky Beàrnaraigh na Hearadh), z něhož vede silnice na ostrov North Uist (Uibhist a Tuath). Most Scalpay Bridge spojuje Harris s menším obydleným ostrovem Scalpay.
Roku 2018 byl oznámen plán propojit Harris se Severním Uistem mostem, který by (spolu s mostem z Jižního Uistu na Barru) dokončil propojení celého 175 mil dlouhého řetězce Vnějších Hebrid. Nahrazení přetíženého trajektu přes průliv Sound of Harris má za cíl turistické zatraktivnění celého souostroví.